# オーウェン・デビッドソン
オーウェン・デビッドソン（Owen Davidson、1943年10月4日 - 2023年5月12日）は、1960年代から1970年代にかけて活躍したオーストラリアの男子プロ・テニス選手。メルボルン生まれ。
デビッドソンは、ビリー・ジーン・キングとペアを組み、4大国際大会（グランドスラム）の混合ダブルスで8回の優勝を果たした。1967年には、混合ダブルスで全豪オープン、全仏オープン、ウィンブルドン選手権、全米オープンをすべて制し、数少ない年間グランドスラム達成者のひとりとなった。この年の全豪オープンではレスリー・ターナー（後のレスリー・ターナー・ボウリー）とペアを組み、残りの3大会ではキングとペアを組んでの達成であった。4大国際大会のシングルスでは、1966年のウィンブルドン選手権における準決勝進出が最高の成績であった。1972年の全豪オープンと1973年の全米オープンでは、それぞれケン・ローズウォール、ジョン・ニューカムとのペアで、男子ダブルスを制した。
2010年には、アメリカ合衆国ロードアイランド州ニューポートにある国際テニス殿堂の殿堂入りを果たした。2011年1月26日のオーストラリアの日には、メルボルンのロッド・レーバー・アリーナにあるオーストラリア・テニス殿堂の殿堂入りも果たした。

## 4大国際大会（グランドスラム）男子ダブルス決勝進出（6回）

### 優勝（2回）
| 年   | 大会         | パートナー           | 対戦相手                              | 試合結果           |
| 1972 | 全豪オープン | ケン・ローズウォール | Ross Case Geoff Masters               | 3–6, 7–6, 6–2      |
| 1973 | 全米オープン | ジョン・ニューカム   | ロッド・レーバー ケン・ローズウォール | 7–5, 2–6, 7–5, 7–5 |

### 準優勝（4回）
| 年   | 大会                 | パートナー         | 対戦相手                              | 試合結果                |
| 1966 | ウィンブルドン選手権 | ビル・ボウリー     | ケン・フレッチャー ジョン・ニューカム | 6–3, 6–4, 3–6, 6–3      |
| 1967 | 全豪オープン         | ビル・ボウリー     | ジョン・ニューカム トニー・ローチ     | 3–6, 6–3, 7–5, 6–8, 8–6 |
| 1967 | 全米オープン         | ビル・ボウリー     | ジョン・ニューカム トニー・ローチ     | 6–8, 9–7, 6–3, 6–3      |
| 1972 | 全米オープン (2)     | ジョン・ニューカム | Cliff Drysdale Roger Taylor           | 6–4, 7–6, 6–3           |

## 4大国際大会（グランドスラム）混合ダブルス決勝進出（12回）

### 優勝（11回）
| 年   | 大会                     | パートナー             | 対戦相手                                   | 試合結果            |
| 1965 | 全豪オープン             | Robyn Ebbern           | マーガレット・スミス ジョン・ニューカム    | 両者優勝/決勝戦なし |
| 1966 | 全米オープン             | Donna Floyd Fales      | Carol Hanks Aucamp Ed Rubinoff             | 6–1, 6–3            |
| 1967 | 全豪オープン (2)         | レスリー・ターナー     | ジュディ・テガート トニー・ローチ          | 9–7, 6–4            |
| 1967 | 全仏オープン             | ビリー・ジーン・キング | アン・ヘイドン＝ジョーンズ Ion Ţiriac      | 6–3, 6–1            |
| 1967 | ウィンブルドン選手権     | ビリー・ジーン・キング | マリア・ブエノ ケン・フレッチャー          | 7–5, 6–2            |
| 1967 | 全米オープン(2)          | ビリー・ジーン・キング | ロージー・カザルス スタン・スミス          | 6–3, 6–2            |
| 1971 | ウィンブルドン選手権 (2) | ビリー・ジーン・キング | マーガレット・スミス・コート Marty Riessen | 3–6, 6–2, 15–13     |
| 1971 | 全米オープン(3)          | ビリー・ジーン・キング | Bob Maud ベティ・ストーブ                  | 6–3, 7–5            |
| 1973 | ウィンブルドン選手権 (3) | ビリー・ジーン・キング | Janet Newberry ラウル・ラミレス            | 6–3, 6–2            |
| 1973 | 全米オープン(4)          | ビリー・ジーン・キング | マーガレット・スミス・コート Marty Riessen | 6–3, 3–6, 7–6       |
| 1974 | ウィンブルドン選手権(4)  | ビリー・ジーン・キング | Lesley Charles Mark Farrell                | 6–3, 9–7            |

### 準優勝（1回）
| 年   | 大会         | パートナー             | 対戦相手                                     | 試合結果 |
| 1968 | 全仏オープン | ビリー・ジーン・キング | フランソワーズ・デュール Jean-Claude Barclay | 6–1, 6–4 |

## オープン化以降の主要大会におけるダブルス決勝進出（20回）

### 優勝（10回）
| No. | 年   | 大会                                                             | サーフェス | パートナー           | 対戦相手                                 | 試合結果                |
| 1.  | 1969 | モンテカルロ・マスターズ - モナコ                                | クレイ     | ジョン・ニューカム   | パンチョ・ゴンザレス デニス・ラルストン  | 7–5, 11–13, 6–2, 6–1    |
| 2.  | 1969 | エイゴン国際 - イングランド ロンドン                             | グラス     | デニス・ラルストン   | Thomaz Koch Ove Nils Bengtson            | 8–6, 6–3                |
| 3.  | 1970 | オランダ・オープン - オランダ                                    | ハード     | ビル・ボウリー       | ジョン・アレクサンダー フィル・デント    | 6–3, 6–4, 6–2           |
| 4.  | 1971 | イングランド ボーンマス                                          | クレイ     | ビル・ボウリー       | Patricio Cornejo Jaime Fillol            | 8–6, 6–2, 3–6, 4–6, 6–3 |
| 5.  | 1972 | 全豪オープン - メルボルン                                        | グラス     | ケン・ローズウォール | Ross Case Geoff Masters                  | 3–6, 7–6, 6–3           |
| 6.  | 1973 | 全米オープン - ニューヨーク                                      | グラス     | ジョン・ニューカム   | ロイ・エマーソン ロッド・レーバー        | 7–5, 2–6, 7–5, 7–5      |
| 7.  | 1973 | アメリカ合衆国 シカゴ                                            | カーペット | ジョン・ニューカム   | Gerald Battrick Graham Stilwell          | 6–7, 7–6, 7–6           |
| 8.  | 1973 | イングランド ロンドン                                            | カーペット | Mark Cox             | Gerald Battrick Graham Stilwell          | 6–4, 8–6                |
| 9.  | 1974 | 世界テニス選手権(WTC)セントピーターズバーグ大会 - アメリカ合衆国 | ハード     | ジョン・ニューカム   | Clark Graebner Charlie Pasarell          | 4–6, 6–3, 6–4           |
| 10. | 1974 | 世界テニス選手権(WTC)オーランド大会 - アメリカ合衆国             | ハード     | ジョン・ニューカム   | ブライアン・ゴットフリート Dick Stockton | 7–6, 6–3                |

### 準優勝（10回）
| No. | 年   | 大会                                                                    | サーフェス | パートナー         | 対戦相手                                 | 試合結果                 |
| 1.  | 1970 | ローマ・マスターズ - イタリア                                           | クレイ     | ビル・ボウリー     | イリ・ナスターゼ Ion Ţiriac              | 6–0, 8–10, 3–6, 8–6, 1–6 |
| 2.  | 1970 | ストックホルム・オープン - スウェーデン                                 | ハード     | Bob Carmichael     | アーサー・アッシュ スタン・スミス        | 0–6, 7–5, 5–7            |
| 3.  | 1972 | 全米オープン - ニューヨーク                                             | グラス     | ジョン・ニューカム | Cliff Drysdale Roger Taylor              | 4–6, 6–7, 4–6            |
| 4.  | 1973 | ロジャーズ・カップ/カナダ・マスターズ - カナダ モントリオール           | ハード     | ジョン・ニューカム | ロッド・レーバー ケン・ローズウォール    | 5–7, 6–7                 |
| 5.  | 1973 | Colonial National Invitational - アメリカ合衆国フォートワース           | ハード     | ジョン・ニューカム | ブライアン・ゴットフリート Dick Stockton | 6–7, 4–6                 |
| 6.  | 1974 | 世界テニス選手権(WTC)ボルチモア大会(Baltimore WCT) - アメリカ合衆国     | カーペット | Clark Graebner     | Jürgen Faßbender Karl Meiler             | 6–7, 5–7                 |
| 7.  | 1974 | 世界テニス選手権(WTC)ニューオリンズ大会 - アメリカ合衆国                |            | ジョン・ニューカム | Robert Lutz スタン・スミス               | 6–4, 4–6, 6–7            |
| 8.  | 1974 | Carolinas International Tennis Tournament - アメリカ合衆国 シャーロット | クレイ     | ジョン・ニューカム | Buster Mottram ラウル・ラミレス          | 3–6, 6–1, 3–6            |
| 9.  | 1974 | World Doubles WCT - カナダ モントリオール                               | カーペット | ジョン・ニューカム | ボブ・ヒューイット フルー・マクミラン    | 2–6, 7–6, 1–6, 2–6       |
| 10. | 1974 | ATP Maui - アメリカ合衆国 マウイ島                                      | ハード     | ジョン・ニューカム | Dick Stockton ロスコー・タナー           | 3–6, 6–7                 |